# De Kanttekening
De Kanttekening is een Nederlandstalige nieuws-, achtergrond- en opiniewebsite en maandblad, in 2012 opgericht onder de naam Zaman Vandaag door sympathisanten van de Turkse intellectueel Fethullah Gülen.

## Geschiedenis
Bij de oprichting was Zaman Vandaag gelieerd aan Zaman (1986–2016), het meest verkochte dagblad van Turkije (1 miljoen oplagen), dat ook een Engelstalige editie had getiteld Today's Zaman (2007–2016). Zaman Vandaag was sinds september 2014 beschikbaar in de digitale krantenkiosk Blendle en werd uitgegeven door Time Media Group te Rotterdam. Na de mislukte staatsgreep in Turkije in juli 2016 beschuldigde president Erdoğan de Hizmetbeweging ervan de coup te hebben gepleegd en nam repressieve maatregelen tegen alle individuen en organisaties die ermee in verband konden worden gebracht, inclusief alle edities van Zaman.
De edities in Turkije (Turks- en Engelstalig), België, Duitsland en Frankrijk moesten onder zware druk vanuit de Turkse AKP-regering worden gesloten, maar de redactie van de Nederlandse Zaman Vandaag wilde niet zwichten en besloot vanaf 3 mei 2017 door te gaan onder een nieuw opgerichte bv onder de naam De Kanttekening. De nieuwe bv werd opgericht door Mehmet Cerit.
Het hoofdkantoor van de Kanttekening was gevestigd te Rotterdam. Onder anderen schrijver en publicist Abdelkader Benali, cultuurhistoricus Thomas von der Dunk, rabbijn en publicist Lody van de Kamp, de gevluchte Turkse journalist Yavuz Baydar, professor Tahir Abbas, Ahlam Benali, Tineke Bennema, Hizir Cengiz en Chris Aalberts hebben een vaste column in de krant. Mehmet Cerit is sinds 2013 hoofdredacteur.

## Berichtgeving en thema's
De berichtgeving van de Kanttekening focust zich vooral op ontwikkelingen rond Nederlanders met een migratieachtergrond, die door de krant aangeduid worden als Biculturele Nederlanders. De krant staat bekend om haar kritische berichtgeving over het beleid van de voormalige premier en huidige president van Turkije Recep Tayyip Erdoğan en zijn Islamistische regeringspartij AKP.
Sinds de naamswijziging in mei 2017 wordt een breder scala aan thema's behandeld, onder meer vrijheden (vrijheid van meningsuiting, godsdienstvrijheid, persvrijheid, etc.), integratie, racisme, religie, de moderne samenleving, antisemitisme, islamofobie en verschillende stromingen binnen de Islam in Nederland. Hiertoe is besloten zodat een breder publiek kan worden aangetrokken, vooral niet-Turkse Nederlanders. Tevens distantieerde de krant zich van het Gülen-imago.
Een van de rubrieken in de krant is getiteld Nieuw in Nederland, waarbij maandelijks succesvolle statushouders geïnterviewd worden. De rubriek wordt ook gepubliceerd op de website van de krant.